# INI
.ini – rozszerzenie plików inicjalizacyjnych, zawierających dane konfiguracji danego programu (np. ustawienia kolorów) dla programów przeznaczonych do systemów Microsoft Windows.
Począwszy od Windows 95, w systemach operacyjnych firmy Microsoft, format INI został zastąpiony, ale nie całkowicie wyeliminowany przez bazę danych Rejestru. Z czasem popularnym standardem zapisu konfiguracji, oraz innych rodzajów danych dla wielu aplikacji stał się format XML, jednak format INI nadal jest w użyciu.
Pomimo że zostały spopularyzowane przez Windows, pliki INI mogą być używane w każdym systemie dzięki swojej elastyczności i prostocie. Pozwalają one na zapisanie konfiguracji programu, która może być później łatwo przetwarzana i modyfikowana zarówno przez program jak i człowieka z użyciem prostego edytora tekstowego. Zdarza się, że plikom INI nadaje się inne rozszerzenia jak np. „.cfg”, „.conf” lub standardowe rozszerzenie dla plików tekstowych w systemie Windows – „.txt”.

## Format pliku
Przykładowa struktura pliku wraz z danymi wygląda następująco:
```
[sekcja1]

; komentarz do sekcji 1

parametr1
 
=
 
abc

parametr2
 
=
 
451

[sekcja2]

; inne uwagi i komentarze

parametr1
 
=
 
123

parametr2
 
=
 
dfg

```

### Format
Opis elementów struktury klasycznego pliku INI:
- Sekcje: Deklaracja sekcji zaczyna się znakiem '[', a kończy ']' (w przykładzie powyżej są to „[sekcja1]” i „[sekcja2]”).
- Parametry: Parametr tworzy klucz ('var1'), znak równości ('=') i wartość ('abc'). W przykładzie powyżej są to „parametr1 = abc” i „parametr2 = dfg” itp.
- Komentarze: Wszystkie linie rozpoczynające się znakiem średnika (';') są uznawane za komentarze i są ignorowane.

### Różnice
Format plików INI nie ma oficjalnej specyfikacji. Wiele programów interpretuje ich strukturę inaczej niż klasyczną strukturę pliku INI, która jest w powyższym przykładzie. Oto podstawowa lista różnic:
- Cytowane wartości: Microsoft Windows usunie znaczniki cytowania (apostrofy i cudzysłowy), które służą jako „obramowania” wartości w plikach INI.
- Komentarze: Programy takie jak Samba nie akceptują ';' lub '#' jako znaku komentarza. Komentarze mogą być dodawane po parametrach z kilkoma formatami.
- Ukośniki: Dodanie ukośnika '\' pozwala kontynuować wartość z jednej linii do drugiej. Niektóre formaty pozwalają również na wprowadzanie znaków specjalnych z użyciem '\', jak '\n' dla nowej linii.
- Duplikaty parametrów: Zazwyczaj nie można wpisać dwóch parametrów z taką samą nazwą do jednej sekcji. Pomimo że to zachowanie może różnić się między implementacjami, wskazane jest trzymać się tej zasady.
- Duplikaty sekcji: Jeśli występuje więcej niż jedna sekcja z taką samą nazwą, ostatnia sekcja zastępuje poprzednią. (Niektóre implementacje mogą połączyć duplikaty jeśli mają one inne klucze wartości.)
- Niektóre implementacje zezwalają na wpisanie znacznika „:” w miejscu „=”.